# Шёквист, Ингеборга
Ингеборга Мария «Кикан» Шёквист (-Ингерс) (швед. Ingeborg Maria "Kickan" Sjöqvist (-Ingers), 19 апреля 1912, Кальмар, Швеция — 22 ноября 2015, Рюдебёк, Швеция) — шведская прыгунья в воду, двукратный серебряный призер чемпионатов Европы (1931 и 1934).

## Биография
Выступала за плавательное общество Kalmar SS. Была 5-кратной чемпионкой Швеции (1930—1935).
На летних Олимпийских играх в Лос-Анджелесе (1932) стала четвертой в прыжках с вышки. На тот момент она была единственной женщиной в составе шведской олимпийской сборной. Четыре года спустя она заняла девятое место в Олимпиаде в Берлине (1936) в той же дисциплине.
Дважды становилась серебряным призером чемпионатов Европы в прыжках с 10-метровой вышки: в 1931 г. — в Париже и в 1934 г. — в Магдебурге.
Позже она работала в качестве учителя начальной школы и секретарем плавательного общества. Затем работала в гимнастическом обществе Turn в Хельсингборге.
После смерти Го Цзе в ноябре 2015 г. стала старейшим из живущих на тот момент мировых олимпийцев. Ее старшая сестра Лаура Шёквист была бронзовым призером летних Олимпийских игр в Антверпене (1928) в прыжках с вышки. Другая сестра спортсменки, Виви, выступала на летних Играх в Берлине (1936) в командных гимнастических упражнениях.